# Pandémie de Covid-19 au Costa Rica
La pandémie de Covid-19 au Costa Rica démarre officiellement le 6 mars 2020. À la date du 24 octobre 2022, le bilan est de 8 982 morts.

## Chronologie

### 2020
Le premier cas de Covid-19 au Costa Rica est confirmé le 6 mars 2020. Il s'agit d'une touriste américaine de 49 ans arrivée de New York le 1er mars.

### 2021
Le gouvernement du président Carlos Alvarado signe un contrat avec AstraZeneca et deux contrats avec Pfizer, l'un de six millions de doses et l'autre de 3,5 millions de doses et décrète l'obligation vaccinale.

### 2022
En août le nombre de cas diminue. Aussi, le 3 août, le nouveau président du Costa Rica Rodrigo Chaves annonce la fin de la vaccination obligatoire contre le Covid-19, promise lors du début de son mandat en mai 2022, et  l’ouverture d’une enquête en raison des quantités très importantes de vaccins commandées, déplorant l’agent gaspillé pour des doses peu utilisées et déjà périmées et suspendant les livraisons en attente. Les voyageurs ne sont plus tenus de fournir de résultat négatif au test PCR, ni de certificat de vaccination ni à se soumettre à une quarantaine.
Au 8 août 2022, le nombre total de cas est d'un million, celui de décès est de 8 754, la population vaccinée est de 4,5 millions, soit à 86.51%. Les masques ne sont plus obligatoires dans les transports publics et dans les lieux publics fermés.

## Statistiques

Nombre de cas au Costa Rica depuis le début de l'épidémie.

Nombre de morts au Costa Rica depuis le début de l'épidémie.